# Кикимора
Кикимора (рус. Кикимора, блр. Кікімара, укр. Кікімора) је биће из митологије Источних Словена. Веровање о постојању овог митолошког бића је раширено међу становницима у Русији, Бјелорусији и Украјини, мада је у мањем обиму имају и остали словенски народи..
Према веровању постоје две Кикиморе, шумска и мочварна. Шумска је удата за Домовика, доброг кућног духа, а мочварна за Лешија, шумског духа, господара звери.

## Опис кикиморе у митологији и народним предањима
У митологији и народним предањима кикимора се описује као кућни дух у облику деформисане мале жене. Сем овог постоји још пар обличја како је представљана. Негде је представљана као изузетно лепа девојка са брадом и још неким деформитетом, као што су на пример кокошје ноге. Према предањима кикимора се брине о домаћим животињама и непријатељски је расположена према мушкарцима, а ноћу узнемирава децу и зато деца не смеју да је погледају, јер ће их она отети или ће се дете разболети од неке тешке болести.